# Brocca

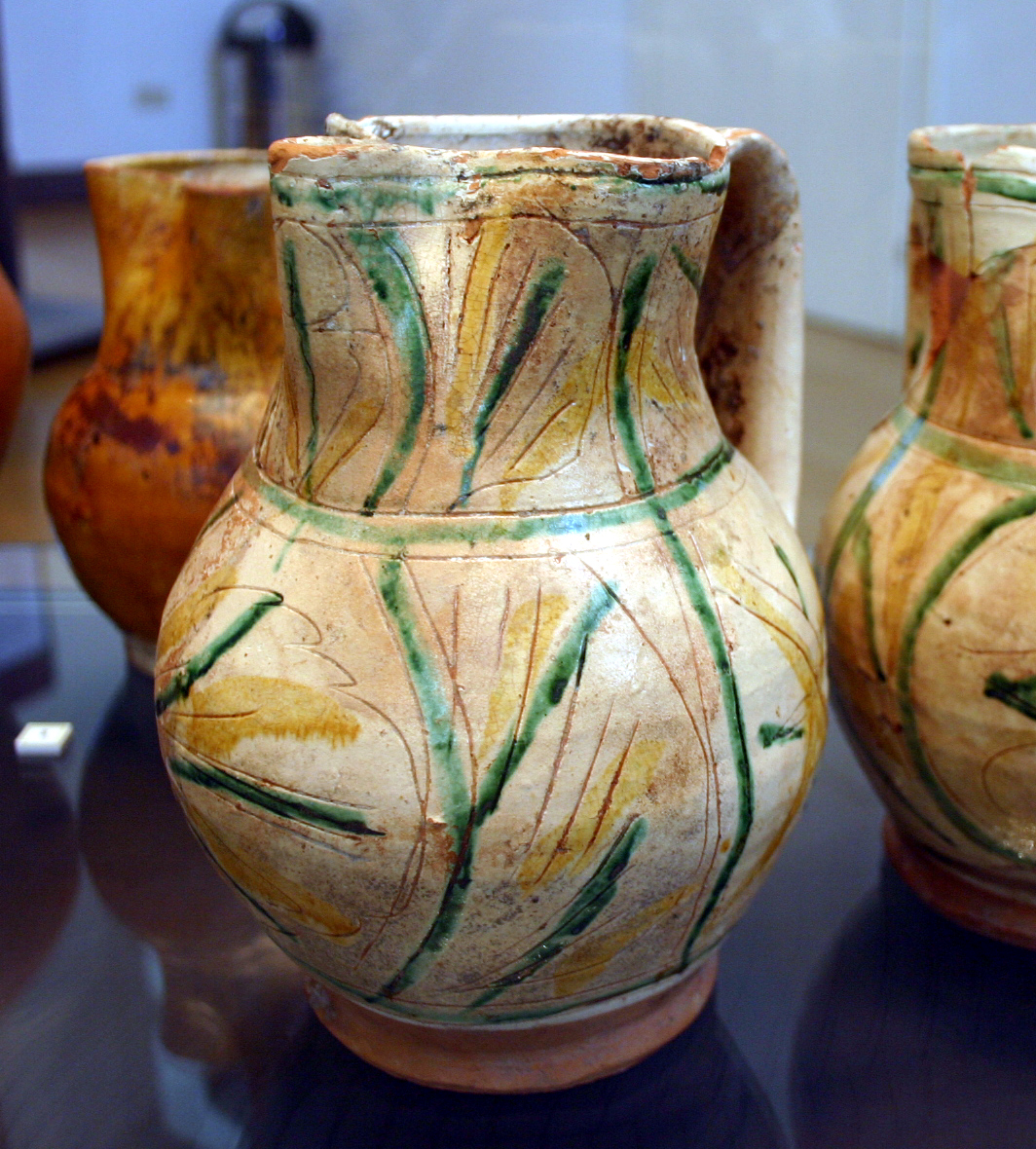
Brocca del XV secolo, Antiquarium Milano

La brocca è un recipiente usato per contenere alimenti liquidi, generalmente acqua.
Tradizionalmente caratterizzata da una forma tondeggiante e panciuta, con un beccuccio per versare e sul lato opposto un manico ad ansa per reggerla, può essere realizzata in terracotta, porcellana, vetro, metallo e plastica; se è fatta in argento rientra nella categoria dell'argenteria.

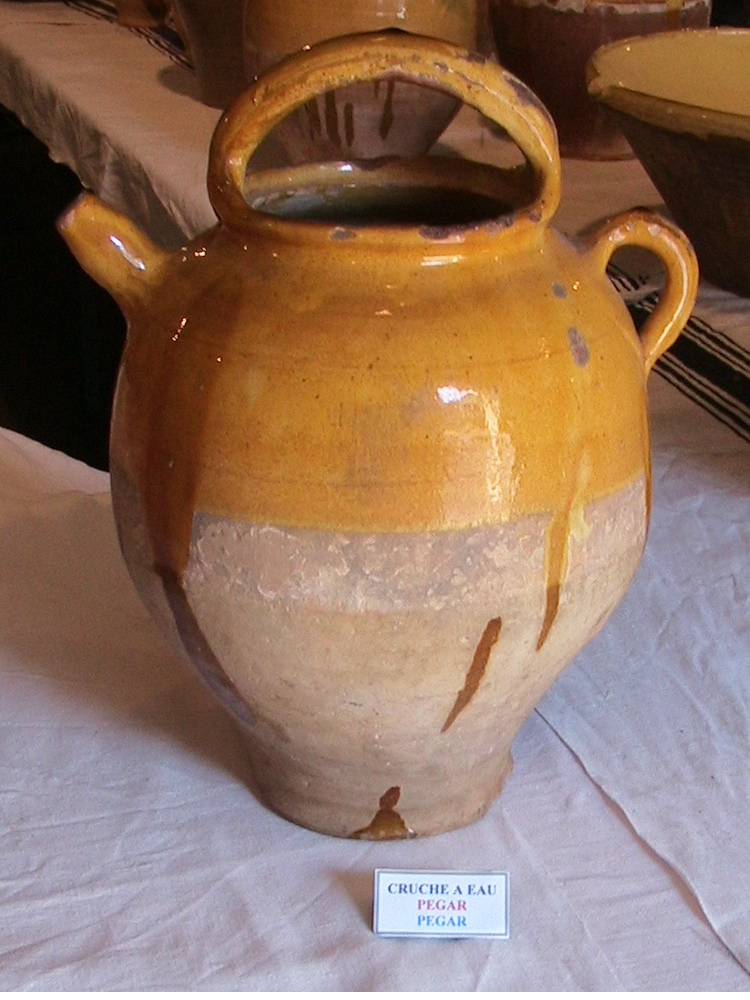
Bocca francese "basque"

Ha capacità standard, un quarto, mezzo e un litro, raramente maggiori perché se superiore al litro il peso, contenuto più brocca, diventa difficile da maneggiare. Vi sono brocche con forme tipiche di tradizione, come quelle usate nelle osterie per versare il vino. Le brocche graduate, realizzate in materiale trasparente, riportano una serie di tacche che permettono una misurazione approssimativa del contenuto.

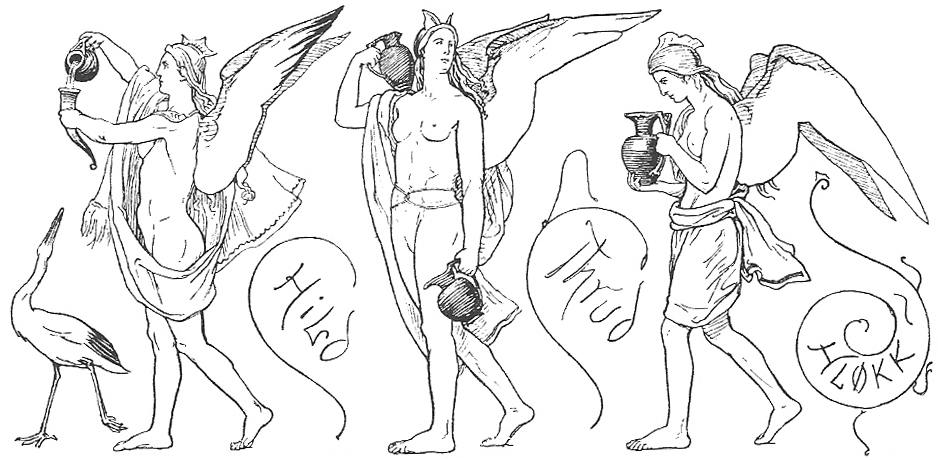
Valchirie portatrici di brocche di birra. Illustrazione di Lorenz Frølich per un'edizione del 1895 del Grímnismál

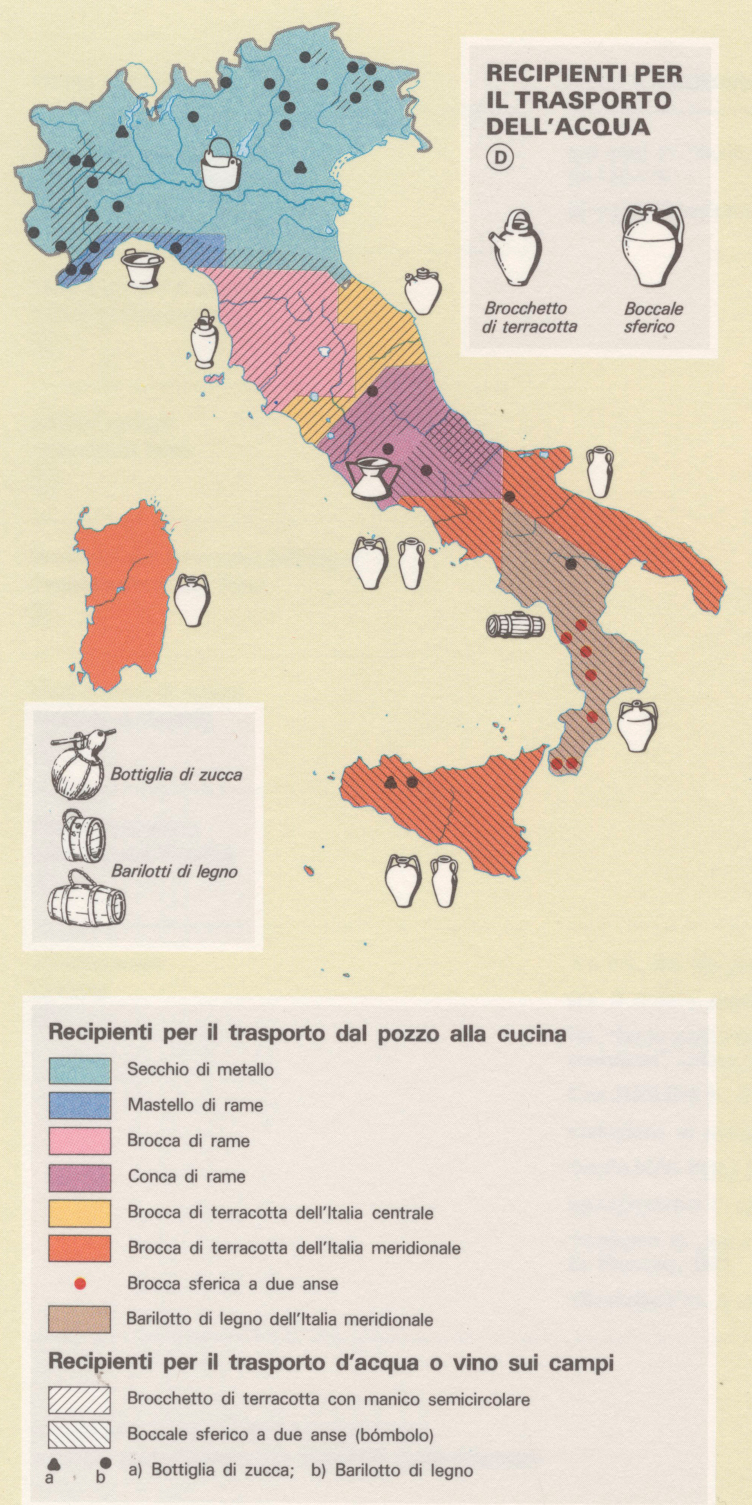
Recipienti tradizionalmente usati in Italia per il trasporto dei liquidi

Nel rito latino è il vaso metallico (di solito argento) contenente l'acqua per l'abluzione sacerdotale.
Nella ceramica italiana, dal XV secolo al XVII secolo, si produssero vari tipi di brocche, come le parure policrome faentine e le brocche savonesi del XVIII secolo, le brocche con catino di metà Settecento a Capodimonte rappresentanti il naturalismo rococò italico e le celebri brocche fuoriuscite dalle vetrerie di Murano.

## Tipi
- Lattiera
- Toby Jug
- Boccale
- Boccalino